# 阿拉沙
阿拉沙是巴西米纳斯吉拉斯州的一个市镇。总面积1165.169平方公里，总人口91703人，人口密度78.7人/平方公里。